# Bitka v Lingajenskem zalivu
Bitka v Lingajenskem zalivu je bila izmišljena bitka, ki naj bi potekala v Lingajenskem zalivu na severu filipinskega otoka Luzon v noči iz 10. na 11. december 1941 med drugo svetovno vojno.
Sama »bitka« je nastala kot posledica novinarskega napihnjenja resničnih dogodkov zaradi patriotizma in dviga splošne morale po napadu na Pearl Harbor 7. decembra istega leta.
Posledica tega napačnega poročanja pa je bilo neupoštevanje opozoril o resničnem japonskem izkrcanju v istem zalivu, ki je potekalo 22. decembra istega leta.

## Novinarsko poročanje
Ameriški novinarji na Filipinih so 11. decembra 1941 poslali v ZDA številne novice o veliki zavezniški zmagi nad Japonci na otoku Luzon, ki je potekala preteklo noč. Tako so poročali, da je 21. filipinska divizija, ki je bila nameščena v Lingajenskem zalivu, odbila in popolnoma uničila veliki japonski desant in tako preprečila japonsko izkrcanje na filipinsko ozemlje. Najbolj napihnjeno zgodbo pa je objavil United Press, ki je objavil, da je bitka potekala tri dni, da so Filipinci uničili 154 desantnih plovil in hkrati pobili vse Japonce. 
Nekateri novinarji so hoteli pred objavo preveriti podatke in po možnosti dobiti tudi posnetke bojišča, toda na domnevnem prizorišču niso našli ničesar. O tem so obvestili druge novinarje, le-ti pa so jih zavrnili, češ da je Kopenska vojska ZDA izdala poročilo o onemogočitvi sovražnikovega izkrcanja in da tako to drži. 

## Resnica
V noči iz 10. na 11. december je filipinska obalna enota opazila v zalivu reke Agno neznani čoln, ki se kljub opozorilom ni hotel ustaviti. Tako je celotno vojaška enota odprla ogenj na neznano plovilo. Plovilo, ki se je izkazalo za japonski izvidniški čoln, je nepoškodovan zapustil območje, kljub temu da so nanj streljali z vsem pehotnim orožjem in celo artilerijskim orožjem kalibra 155 mm. Pozneje se je izkazalo, da je japonski čoln izkazal primerno desantno mesto za prihajajočo japonsko invazijo na Filipine. 
Poveljnik 21. filipinske divizije, brigadni general Mateo Capinpin je nato 11. decembra poslal poročilo o zavrnitvi japonske invazijske sile, katero so nato novinarji uporabili za osnovo svojih člankov.